# Проїзні митні збори Запорізької Січі
Проїзні митні збори Запорізької Січі — плата, яка збиралась при здійсненні зовнішньоторговельної діяльності. До проїзних митних зборів входили:
- мито — плата за товар, що ввозився на територію запорозьких вольностей (за універсалом 1654 р., іноземні купці повинні були сплачувати 2 % ввізного мита);
- промит — штраф з товару за ухилення від сплати мита;
- заповіт — штраф з особи, що ухилилася від проїзду через митницю (завжди сплачувався разом з промитом);
- посажене — збір, пропорційний до розмірів возів у саженях;
- головщина (запроваджено 1714 р.) — стягнення не з вартості товару, а з «голови» власника та осіб, що перевозили товар;
- кістки — різновид головщини, що додатково збирався з супровідників товару;
- цло — прикордонне мито, яке стягувалось безпосередньо під час перетину державного кордону;
- провізне (транзитне) — за транзит і складування товарів іноземцями;
- ралець (конвойне) — плата за безпеку в дорозі, тобто за конвоювання з метою охорони;
- перевізне — мито за користування перевозами;
- мостове — аналог перевізного, мито за перетинання мосту;
- подужне — збір з кількості возів у обозі;
- полозне — зимовий варіант подужного, збір з кількості саней;
- побережне — мито за причалювання до берега.